# 暗渡陳倉
暗渡陳倉（あんとちんそう）は、三十六計の第八計。訓読は「暗（ひそ）かに陳倉に渡る」。陳倉は地名である。

## 本文
示之以動、利其静而有主。益動而巽。
示威行為、偽装を敵に示す。それに隠して我が攻撃の主力をおく。動きを増幅して（益（ま）して）、それに乗じる（巽（したが）う）、すなわち風雷益の象である。
※風雷益は雷鳴の轟く象。風が上にあり雷の勢いを増す。

## 按語・事例
本来は「明修桟道、暗渡陳倉」（めいしゅうさんどう、あんとちんそう）という。大々的に「蜀の桟道」を修理しながら、その裏で密かに軍に陳倉を経由させて関中の章邯を奇襲した韓信の故事にちなみ、偽装工作と奇襲をあわせる戦術をいう。なお「蜀の桟道」は現存しており、全長は200kmを超える。
暗渡陳倉は、声東撃西と似ているようであるが、声東撃西では攻撃開始は敵にむしろ知られるべきであり、複数の目標への攻撃によって真の攻撃目標を敵に悟らせないことに主眼があるのに対して、暗渡陳倉では偽装工作にあたる「明修桟道」により、攻撃開始自体を敵に悟らせないことに主眼がある。
秦滅亡後の紀元前206年、劉邦は項羽から、蜀の漢中（現・陝西省）に封じられた。劉邦は、項羽の拠点関中へ進軍する意図がないことを誇示するために、秦嶺山脈の褒河に沿った断崖絶壁にある木造橋梁の街道、通称「蜀の桟道」を焼き払った。
劉邦の臣下となった武将の韓信は、項羽が反乱平定のため各地を転戦するようになったのを好機として、敵に知れるように「蜀の桟道」を目立つ大人数の人夫で修理するのとあわせ、密かに山脈を大きく迂回し、陳倉から旧道を利用して関中を奇襲するという作戦を献策し、実行に移した。敵将章邯は、長大な「蜀の桟道」を修理しているはずの劉邦軍は、来るにしてもかなり先だろうと油断していたが、突然の攻勢に次々と城を破られた。その勢いのまま韓信は、章邯軍のみならず他の項羽側の武将も滅ぼし、関中を掌握して劉邦の天下統一、漢の建国のさきがけとなった。
また韓信は、魏を攻めるにあたり、敵軍が船着場の対岸を徹底的に防衛しているのを見て、船を多数並べて敵を引きつけた。その隙に主力を密かに上流側に回らせ、木の桶と棒や槍で作った即席の筏で河を渡り、魏の都を攻めた。韓信の見立て通り、魏軍のほとんどが河で防衛にあたっていたため、魏の都はあっさり落ち、魏王を捕らえて降伏させた。
失敗例として、三国時代の蜀の姜維が、魏の鄧艾に陽動を見破られて撃退された例が挙げられる。鄧艾軍と交戦していったん退却したはずの姜維軍がまたすぐ進軍してきて、河をはさんで布陣したまま動かないで待っていた。それがまるで攻めてくれと言わんがばかりの不自然さであったため、怪しんだ鄧艾がすかさず拠点の洮城に取って返したところ、姜維の本隊がのこのこ攻めて来たのでこれを迎撃した、とされている。
また、蜀の諸葛亮は第一次北伐において、斜谷道から郿を奪うと宣伝し、囮として趙雲・鄧芝を箕谷に布陣させた。そして自らは主力を率いて西に回り込み、祁山を攻めた。この作戦は成功しかけたが、魏帝曹叡は長安に親征し、曹真に関中方面を固めさせ、諸葛亮に対しては祖父代以来の将である張郃を派遣して、諸領の奪回を命じた。これに対して諸葛亮は、歴戦の魏延・呉懿等に任せるべきという論者の声を聞かず、寵愛する馬謖を抜擢して大軍の指揮を任せ、街亭で張郃に備えさせた。その結果、馬謖は戦術を誤って敗北し、諸葛亮は勝利を得ることなく退却することになった。

### 補足
現代の中国口語で、暗渡陳倉は男女の密会を指す。